# Den Røde Plads (Nørrebro)
|  | Denne artikel omhandler Den Røde Plads på Nørrebro i København. For pladsen af samme navn i Moskva se Den Røde Plads. |
Den Røde Plads er en offentlig plads mellem Nørrebrogade, Mimersgade og Nørrebrohallen på Nørrebro i København. 
Pladsen er en del af den offentlige park Superkilen, der udover Den Røde Plads består af Den Sorte Plads og et grønt område kaldet Den Grønne Park. Pladsen åbnede ligesom resten af Superkilen for offentligheden i 2012. 

## Udseende og indretning
Pladsens navn skal tages bogstaveligt, idet byområdet fra starten var domineret af røde farver: Asfalten var neonrød, pink og orange, og ved indvielsen var også beplantningen arrangeret, så den havde rødt løv og røde blomster. Samtidig er navnet en reference til Den Røde Plads i Moskva. Da den oprindelige belægning hurtigt falmede, fik pladsen allerede i 2018 en ny belægning bestående af røde teglklinker i fire forskellige nuancer.
Ligesom resten af Superkilen er Den Røde Plads præget af den diversitet, der karakteriserer Nørrebro, og hvor lokale beboere har nomineret særlige by-genstande fra deres eget hjemland eller steder, hvor de har rejst. Pladsen er derfor blandt andet blevet indrettet med russiske og kinesiske neonskilte, et jamaicansk lydsystem, cirkulære gynger fra Irak og en boksering fra Thailand.
Pladsen blev i Berlingske i 2017 betegnet som en folkepark for alle, hvor man kan hænge ud, deltage i arrangementer, koncerter, filmvisninger og meget andet.
Nørrebroruten passerer gennem pladsen.